# Didelotia afzelii
Didelotia afzelii är en ärtväxtart som beskrevs av Paul Hermann Wilhelm Taubert. Didelotia afzelii ingår i släktet Didelotia och familjen ärtväxter. Inga underarter finns listade i Catalogue of Life.